# 馴柴村
馴柴村（なれしばむら）とは、茨城県稲敷郡にかつて存在した村である。現在の茨城県龍ケ崎市の北西部に位置している。
村の西部には牛久沼がある。

## 沿革
- 1889年（明治22年）4月1日 - 町村制施行に伴い、馴馬村・若柴村・佐貫村・小通幸屋村・稗柄村・入地村・南中島村・門倉新田・稲荷新田・小柴新田・庄兵衛新田が合併し河内郡馴柴村が発足。
- 1896年（明治29年）4月1日 - 信太郡・河内郡が合併し稲敷郡が発足。稲敷郡馴柴村になる。
- 1954年（昭和29年）3月20日 - 稲敷郡大宮村、八原村、長戸村、北相馬郡北文間村、川原代村とともに稲敷郡龍ケ崎町へ編入され、消滅。龍ケ崎町は同日市制施行し龍ケ崎市となる。

## 村長
- 山崎慎三：1889年 -

## 交通

### 鉄道
- 国鉄（JR東日本）
  - 常磐線
    - 佐貫駅
- 関東鉄道
  - 竜ヶ崎線
    - 佐貫駅 - 南中島駅 - 入地駅 - 門倉駅